# Éolienne et lavoir de Vignol
L'éolienne et lavoir de Vignol est un lavoir muni d’une éolienne Bollée située à Vignol dans le département de la Nièvre, en France.
L’ensemble est inscrit au titre des monuments historiques depuis 1996 ; il détient également le label « Patrimoine du XXe siècle ».